# 어썰트 기어
어썰트 기어(영어: Assault Gear, 일본어: アサルトギア)는 넷마블에서 서비스하는 온라인 게임이다.